# Episodi di Awkwafina è Nora del Queens (prima stagione)
La prima stagione della serie televisiva Awkwafina è Nora del Queens, composta da 10 episodi, è stata trasmessa negli Stati Uniti, da Comedy Central, dal 22 gennaio al 25 marzo 2020.
In Italia la stagione è stata trasmessa su Comedy Central dal 1º dicembre al 29 dicembre 2021.
| nº | Titolo originale   | Titolo italiano     | Prima TV USA     | Prima TV Italia  |
| -- | ------------------ | ------------------- | ---------------- | ---------------- |
| 1  | Pilot              | Il grande salto     | 22 gennaio 2020  | 1º dicembre 2021 |
| 2  | Atlantic City      | Atlantic City       | 29 gennaio 2020  | 1º dicembre 2021 |
| 3  | Savage Valley      | Savage Valley       | 5 febbraio 2020  | 8 dicembre 2021  |
| 4  | Paperwork          | Scartoffie          | 12 febbraio 2020 | 8 dicembre 2021  |
| 5  | Not Today          | Proprio oggi?       | 19 febbraio 2020 | 15 dicembre 2021 |
| 6  | Vagarina           | Vagarina            | 20 gennaio 2020  | 15 dicembre 2021 |
| 7  | Grandma Loves Nora | La nonna ama Nora   | 4 marzo 2020     | 22 dicembre 2021 |
| 8  | Grandma & Chill    | La vita della nonna | 11 marzo 2020    | 22 dicembre 2021 |
| 9  | Launch Party       | Il lancio           | 18 marzo 2020    | 29 dicembre 2021 |
| 10 | China              | Cina                | 25 marzo 2020    | 29 dicembre 2021 |